# 小松喜平治
小松 喜平治（こまつ きへいじ、1849年11月16日（嘉永2年10月2日）- 1905年（明治38年）11月16日）は、明治期の農業経営者、政治家。衆議院議員。

## 経歴
山城国葛野郡上嵯峨村（京都府葛野郡嵯峨村字上嵯峨、嵯峨町を経て現京都市右京区）で、嵯峨郷士、庄屋・小松吉郎兵衛、リュウの二男として生まれる。天龍寺清隠和尚に師事し漢学を修め、水戸浪士から撃剣を学んだ。兄・牛之助の早世により家督を相続した。
鳥羽・伏見の戦いが起こると、同志を集めて京都東山東漸寺に駐屯し皇居守護の任に当たる。1868年（明治元年11月）二条城旧御親兵隊に編入され、1869年（明治2年3月）まで在籍。その後国事に奔走し、1871年（明治4年2月）国事犯の嫌疑で京都府に拘留され1872年（明治4年12月）に禁獄40日の処分を受け、1872年11月（明治5年10月）に赦免された。
その後、自家製茶場を設けて村民に茶業を奨励し、農事改良、道路整備に尽力し、有志と上嵯峨観音寺谷に用水路を築造した。また、嵐山の植林にも尽力した。
1873年（明治6年）9月、上嵯峨村戸長に就任。以後、葛野郡第三区長兼学区取締、第三戸長、兼葛野郡社倉取締、葛野郡第六組戸長などを歴任。さらに、上嵯峨・天竜寺両村連合村会議長、葛野郡第六番学区学務委員、上嵯峨村会議員などを務めた。1889年（明治22年）4月、町村制の施行により嵯峨村会議員となり終生在任し、嵯峨村下嵯峨村組合会議員、上嵯峨天竜寺区会議員、嵯峨村高等小学校学務委員などにも在任。1890年（明治23年）2月、京都府会議員に選出され、1894年（明治27年）2月に退任し、この間、常置委員も務めた。
1898年（明治31年）8月、第6回衆議院議員総選挙（京都府第3区、 憲政本党）で当選し、衆議院議員に1期在任。進歩党に所属し同党京都支部常議員となり、1898年（明治31年）憲政本党京都支部の設立に尽力した。
1905年11月、脳溢血により自宅で死去した。

## 国政選挙歴
- 第2回衆議院議員総選挙（京都府第3区、1892年2月、無所属）落選[1][5]
- 第3回衆議院議員総選挙（京都府第3区、1894年3月、無所属）次点落選[1][5]
- 第4回衆議院議員総選挙（京都府第3区、1894年9月、無所属）次点落選[1][4]
- 第6回衆議院議員総選挙（京都府第3区、1898年8月、憲政本党）当選[4]

## 親族
- 長男 小松美一郎（京都府会議員）[1]